# Nyctobia longipennis
Nyctobia longipennis är en fjärilsart som beskrevs av Walker 1866. Nyctobia longipennis ingår i släktet Nyctobia och familjen mätare. Inga underarter finns listade i Catalogue of Life.